# Chiara Scacchetti
Chiara Scacchetti (Rubiera, 10 dicembre 1995) è una pallavolista italiana, pallaggiatrice della Millenium Brescia.

## Carriera

### Club
La carriera di Chiara Scacchetti inizia nelle giovanili della Rubierese per poi passare nel 2007 alla Anderlini di Modena.
Nella stagione 2012-13 viene ingaggiata dal Bergamo, dove resta per due annate, partecipando al campionato di Serie B1. Nella stagione 2014-15 esordisce in Serie A1 grazie all'acquisto da parte della Savino Del Bene, dove resta per tre annate.
Per il campionato 2017-18 veste la maglia della neopromossa Olimpia Teodora, in Serie A2, mentre in quello successiva è al Chieri '76, neopromosso in Serie A1; nel gennaio 2019, tuttavia, rescinde consensualmente il contratto con la formazione piemontese e si accorda con la Group Roma tornando nuovamente a disputare il campionato cadetto per la seconda parte della stagione 2018-19; resta in Serie A2 anche nell'annata seguente, trasferendosi al Montecchio Maggiore. 
Nella stagione 2021-22 si accasa al Marsala, mentre per l'annata successiva fa ritorno in Emilia difendendo i colori dell'Idea Sassuolo. Dopo un infortunio, che la costringe ad interrompere anticipatamente la stagione, per il campionato 2023-24 viene ingaggiata dalla Millenium Brescia, sempre in serie cadetta.

### Nazionale
Nel periodo iniziale della carriera fa parte delle nazionali giovanili italiane e con quella under 18 nel 2011 vince la medaglia d'argento al campionato europeo, aggiudicandosi il premio individuale come miglior palleggiatrice, e quella d'oro all'XI Festival olimpico della gioventù europea.

## Palmarès

### Nazionale (competizioni minori)
- Campionato europeo under 18 2011
- XI Festival olimpico della gioventù europea

### Premi individuali
- 2011 - Campionato europeo under 18: Miglior palleggiatrice